# Ochthebius subpictus
Ochthebius subpictus är en skalbaggsart som beskrevs av Thomas Vernon Wollaston 1857. Ochthebius subpictus ingår i släktet Ochthebius och familjen vattenbrynsbaggar.

## Underarter
Arten delas in i följande underarter:
- O. s. deletus
- O. s. subpictus